# Магазин модной одежды
«Магазин модной одежды» (нем. Modegeschäft) — картина немецкого художника Августа Макке, написанная в 1914 году. В настоящее время хранится в Музее искусства и культурной истории федеральной земли Вестфалия в Мюнстере.

## История создания
«Магазин модной одежды» входит в число картин, написанных Макке во время пребывания в Хильтерфингене на Тунском озере. Хильтерфингенские полотна, результат интенсивной работы художника, созданы в разных стилях. Наряду с лиричными сценами на лоне природы Макке писал картины с чёткой геометрической структурой. В них сказалось его увлечение «Симультанными оконами» Делоне — серией картин, экспонировавшихся на парижской выставке в 1912 году, появившихся в результате его экспериментов с цветом как средством изображения движения и ритмов. «Окна» Делоне выставлялись в 1913 году в берлинской галерее «Штурм» и произвели на Макке неизгладимое впечатление.
Именно к произведениям с явно выраженной геометрической структурой относится «Магазин модной одежды», одна из первых картин, где Макке по-своему перерабатывает находки Делоне. Не отказываясь от фигуративности, он формирует структуру картины с помощью изображённых на ней предметов. Тема больших стеклянных поверхностей разрабатывалась художником с конца 1912 года, когда была написана картина «Большая яркая витрина» (нем. Großes helles Schaufenster), где чувствуется влияние футуризма. Все поверхности и предметы, изображённые на «Большой яркой витрине» параллельны плоскости холста, изображение фронтально развёрнутое, обращённое на зрителя, но уже в рисунках, выполненных в 1913 году, появляется композиционное построение хильтерфингенской картины с трёхчетверным поворотом фигур.
Источником для изобразительного мотива послужили крытые галереи Ладенштрассе и Променада у Тунского озера с дефилирующими мимо нарядных витрин горожанами. Макке сделал карандашный набросок и прописал его маслом, работая на балконе дома на берегу озера, где он жил со всей семьёй.

## Описание
Построение композиции, использованное Макке, было перенято им у Яна Торн-Приккера. О принципе построения Торн-Пиккера Макке рассказывал Францу Марку в письме от 1910 года. Сам Макке начал работать по методу Торн-Приккера с 1912 года. Картина делилась на четыре равные вертикальные части, причём крайние из них всегда оставались равными высоте полотна. Диагонали, проведённые по всем направлениям в полученных частях, служили связями для будущей композиции, ограничивая области отдельных цветов. Согласно этой схеме кульминационная часть композиции — правая фигура, расположенная у границы крайней правой части картины, а крайняя левая фигура находится в центре полотна. Пропорции женских фигур строго выверены, их талии находятся на центральной горизонтальной оси. Таким образом художник достигает гармоничного размещения персонажей в пространстве, сбалансированной устойчивой композиции.
Светлое поле правой витрины перекрывает диагонали, устремляющиеся слева в глубь, тем самым сохраняется ощущение плоскости в картине. Тёмные пятна цоколя витрины и шляп, выставленных в ней, уравновешивают широкую диагональ основания витрины слева, чёрную юбку дамы в центре, конструкции пассажа, находящиеся в тени. Тонкую игру основных сине-серых тонов оживляют сияющие цвета — жёлтый, оранжевый, красный. Макке создал беззаботно-весёлую сцену, её мечтательный настрой перекликается с городским «парадизом», запечатлённым на многих полотнах художника — города, не враждебного его обитателям, как у многих представителей экспрессионизма, а являющегося воплощением «земного рая».